# Stazione di Castelcisterna
Stazione di Castelcisterna vasútállomás Olaszországban, Castello di Cisterna településen.

## Vasútvonalak
Az állomást az alábbi vasútvonalak érintik:
- Nápoly–Nola–Baiano-vasútvonal

## Kapcsolódó állomások
A vasútállomáshoz az alábbi állomások vannak a legközelebb:
- Stazione di Brusciano
- Stazione di Pomigliano d'Arco